# Гаазька конференція круглого столу

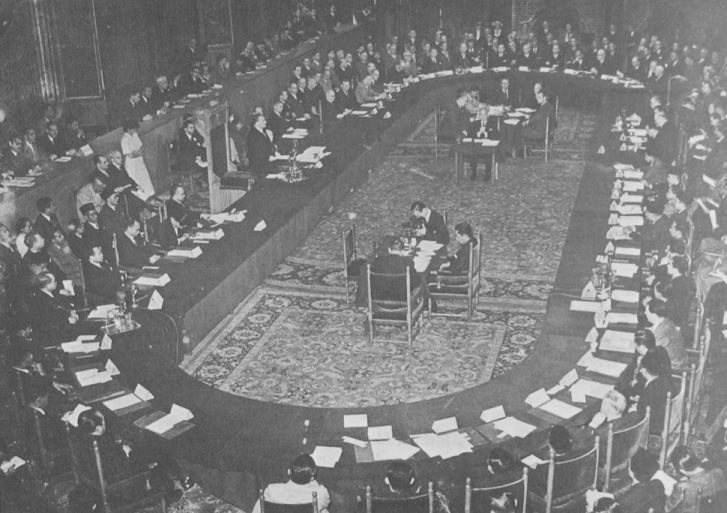
Засідання під час Конференції

Гаазька конференція круглого столу — конференція, що відбулась у Гаазі 23 серпня — 2 листопада 1949 року та привела до створення єдиної незалежної індонезійської держави.

## Передісторія
Навесні 1942 року Голландська Ост-Індія була захоплена Японією. За часів окупації індонезійські націоналісти за рахунок співпраці з японською окупаційною владою зуміли закласти основи майбутньої незалежної держави, й після капітуляції Японії, поки нідерландська адміністрація ще не повернулась, 17 серпня 1945 року була проголошена незалежність Індонезії. Голландці спробували відновити довоєнний статус-кво, й почалась війна за незалежність Індонезії. Восени 1946 року сторони спробували розв'язати проблему й уклали Лінгаджатську угоду, але влітку 1947 року Нідерланди денонсували її, а війна відновилась.
Не всі індонезійці підтримували лідерів Республіки Індонезія, тому нідерландська влада змогла домовитись із деякими місцевими силами про створення низки лояльних до Нідерландів державних утворень. Під егідою ООН узимку 1947—1948 років було укладено Ренвільську угоду, що передбачала створення в Індонезії федеративної держави, в якій Республіка Індонезія була б одним зі штатів.
Однак 1948 року Нідерланди, вирішивши скористатись внутрішніми суперечками, спробували вирішити справу силою та відновили війну. Утім індонезійські партизани змусили голландців замкнутись у містах, і тиск ООН на міжнародному рівні змусив Нідерланди повернутись до раніше узгодженого плану. Угоди Рума — ван Роєна уточнили конкретику участі Республіки Індонезії у майбутніх перемовинах. Наприкінці липня — початку серпня у Джок'якарті відбулись дві внутрішньоіндонезійські конференції, на яких представники Республіки Індонезії та інших індонезійських державних утворень узгодили свої позиції на майбутніх перемовинах у Гаазі.

## Конференція

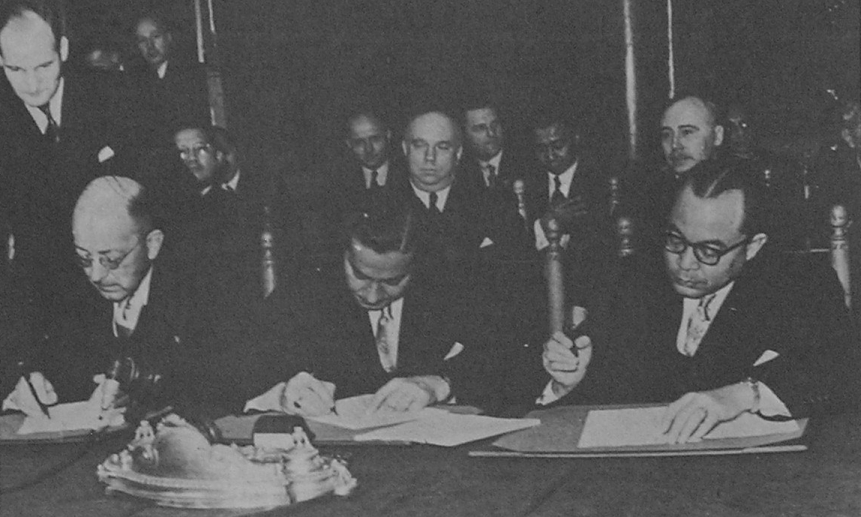
Йоган Генрік ван Марсевен, Султан Хамід II і Мохаммад Хатта підписують підсумковий документ

На конференції в Гаазі брали участь представники Республіки Індонезія, Нідерландів і Федеральної консультативної асамблеї (представляла різні держави, створені в Індонезії нідерландцями). В результаті конференції було розроблено низку документів — Хартію про передачу суверенітету, угоди з соціальних, економічних та військових питань тощо.
Однак два питання спричинили суперечки. Першим проблемним постало питання боргів нідерландської колоніальної адміністрації. Кожна зі сторін представила свою аргументацію й розрахунки щодо того, чи має майбутня індонезійська держава нести відповідальність за борги, що їх накопичила колоніальна адміністрація після того, як вона капітулювала перед японцями 1942 року. Зокрема індонезійці не розуміли, чому вони мають оплачувати нідерландську війну проти них самих. Зрештою, під тиском деяких представників з комісії ООН, індонезійська сторона усвідомила, що взяття на себе частини боргів стане необхідною платнею за передачу суверенітету. 24 жовтня індонезійська сторона погодилась узяти на себе зобов'язання з виплати боргу нідерландської колоніальної адміністрації в обсязі близько 4,3 мільярда гульденів.
Другим питанням, що завело перемовини у глухий кут, стало питання про те, чи має увійти до складу Індонезії західна частина острова Нова Гвінея. Індонезійська сторона вважала, що до складу Індонезії мала увійти вся територія колишньої Голландської Ост-Індії, Нідерланди натомість стверджували, що Західна Нова Гвінея етнічно жодним чином не пов'язана з рештою архіпелагу. Зрештою, 1 листопада було прийнято рішення, що питання про статус Західної Нової Гвінеї має бути врегульований між Індонезією та Нідерландами упродовж року після передачі суверенітету.

## Наслідки
Конференція офіційно завершила роботу 2 листопада 1949 року. 27 грудня 1949 було проголошено державу Сполучені Штати Індонезії.